# Classements annexes du championnat du monde masculin de basket-ball 2006
Voici les top 5 et top 10 dans différents domaines statistiques du Championnat du monde de basket masculin 2006.

## Joueurs

### Meilleurs marqueurs
|    | Nom du Joueur   | Pays                 | Pts/Match | Points | Matchs |
| -- | --------------- | -------------------- | --------- | ------ | ------ |
| 1  | Yao Ming        | Chine                | 25,3      | 152    | 5      |
| 2  | Dirk Nowitzki   | Allemagne            | 23,2      | 209    | 9      |
| 3  | Pau Gasol       | Espagne              | 21,3      | 170    | 8      |
| 4  | Carlos Arroyo   | Porto Rico           | 21,2      | 106    | 5      |
| -  | Elias Ayuso     | Porto Rico           | 21,2      | 106    | 5      |
| 6  | Carmelo Anthony | États-Unis           | 19,9      | 179    | 9      |
| 7  | Dwyane Wade     | États-Unis           | 19,3      | 154    | 8      |
| 8  | Fady El Khatib  | Liban                | 18,8      | 94     | 5      |
| 9  | Igor Rakočević  | Serbie-et-Monténégro | 18,3      | 110    | 6      |
| 10 | Tiago Splitter  | Brésil               | 16,4      | 82     | 5      |

### Meilleurs passeurs
|   | Nom du Joueur        | Pays       | Passes/Match | Passes | Matchs |
| - | -------------------- | ---------- | ------------ | ------ | ------ |
| 1 | Juan Ignacio Sánchez | Argentine  | 5,8          | 52     | 9      |
| 2 | Carlos Arroyo        | Porto Rico | 5,2          | 26     | 5      |
| 3 | Chris Paul           | États-Unis | 4,9          | 44     | 9      |
| 4 | Liu Wei              | Chine      | 4,5          | 27     | 6      |
| 5 | LeBron James         | États-Unis | 4,1          | 37     | 9      |
| 6 | Theodoros Papaloukas | Grèce      | 4,0          | 36     | 9      |
| 7 | Ime Udoka            | Nigeria    | 3,7          | 22     | 6      |
| 8 | Babacar Cissé        | Sénégal    | 3,4          | 17     | 5      |
| 9 | C.J. Bruton          | Australie  | 3,3          | 20     | 6      |
| - | Sam Mackinnon        | Australie  | 3,3          | 20     | 6      |

### Meilleurs rebondeurs
|    | Nom du joueur       | Pays                 | Total | Rebonds / match | Matchs |
| -- | ------------------- | -------------------- | ----- | --------------- | ------ |
| 1  | Richard Lugo        | Venezuela            | 57    | 11,4            | 5      |
| 2  | Pau Gasol           | Espagne              | 75    | 9,4             | 8      |
| 3  | Darko Miličič       | Serbie-et-Monténégro | 56    | 9,3             | 6      |
| 4  | Dirk Nowitzki       | Allemagne            | 83    | 9,2             | 9      |
| 5  | Yao Ming            | Chine                | 54    | 9,0             | 6      |
| 6  | Joaquim Gomes       | Angola               | 50    | 8,3             | 6      |
| 7  | Anderson Varejão    | Brésil               | 37    | 7,4             | 5      |
| 8  | Radoslav Nesterović | Slovénie             | 43    | 7,2             | 6      |
| 9  | Luis Scola          | Argentine            | 63    | 7,0             | 9      |
| 10 | Eduardo Mingas      | Angola               | 42    | 7,0             | 6      |

### Meilleurs contreurs
|   | Nom du joueur | Pays                 | Contres | Contres / match | Matchs |
| - | ------------- | -------------------- | ------- | --------------- | ------ |
| 1 | Darko Miličić | Serbie-et-Monténégro | 17      | 2,8             | 6      |
| 2 | Pau Gasol     | Espagne              | 19      | 2,4             | 8      |
| 3 | Yao Ming      | Chine                | 14      | 2,3             | 6      |
| 4 | Richard Lugo  | Venezuela            | 10      | 2,0             | 5      |
| - | Joseph Vogel  | Liban                | 8       | 1,6             | 5      |

### Meilleurs intercepteurs
|   | Nom du joueur        | Pays      | Interceptions | Interceptions / match | Matchs |
| - | -------------------- | --------- | ------------- | --------------------- | ------ |
| 1 | Dimítris Diamantídis | Grèce     | 30            | 3,3                   | 9      |
| 2 | Sam Mackinnon        | Australie | 14            | 2,3                   | 6      |
| 3 | C.J. Bruton          | Australie | 14            | 2,2                   | 6      |
| 4 | Ime Udoka            | Nigeria   | 13            | 2,2                   | 6      |
| 5 | Ersan Ilyasova       | Turquie   | 15            | 2,1                   | 7      |

## Équipes

### Équipes les plus offensives
|   | Pays       | Points par match | Points | Matchs |
| - | ---------- | ---------------- | ------ | ------ |
| 1 | États-Unis | 103,6            | 932    | 9      |
| 2 | Espagne    | 88,6             | 797    | 9      |
| 3 | Argentine  | 86,8             | 781    | 9      |
| 4 | Porto Rico | 86,4             | 432    | 5      |
| 5 | Slovénie   | 86,3             | 518    | 6      |

Classement en fin de tournoi

### Équipes les plus défensives
|   | Pays      | Points par match | Points | Matchs |
| - | --------- | ---------------- | ------ | ------ |
| 1 | France    | 65,9             | 593    | 9      |
| 2 | Espagne   | 66,6             | 599    | 9      |
| 3 | Argentine | 70               | 630    | 9      |
| 4 | Grèce     | 72,4             | 652    | 9      |
| 5 | Italie    | 73               | 438    | 6      |

Classement en fin de tournoi